# Хлібне дерево
Хлібне дерево (Artocarpus altilis, від грец. αρτος — хліб, καρπος — плід) — однодомне дерево родини тутових. Його батьківщиною вважають Нову Гвінею, звідки полінезійці завезли його на острови Океанії.
Цих дерев багато у вологих тропічних лісах Індії, Молуккських і Зондських островів
Англійський мореплавець Вільям Дампір став першим, хто в кінці XVII століття повідомив європейців про дерево, чиї плоди замінюють тубільцям хліб. У кінці XVIII століття після голоду на Ямайці виникла ідея розводити тут хлібне дерево як джерело дешевої і калорійної їжі для рабів на плантаціях. З цією метою до берегів Таїті був посланий відомий корабель «Баунті», проте зібрані ним у Вест-Індії саджанці  не дісталися призначеного місця. Тільки 1793 року нова експедиція на кораблі «Провіденс» доставила дерева у Новий Світ, і вони дали початок плантаціям цієї рослини на Ямайці та острові Сент-Вінсент, а потім і на інших островах Вест-Індії. Зараз хлібне дерево поширене в багатьох тропічних країнах.

## Опис

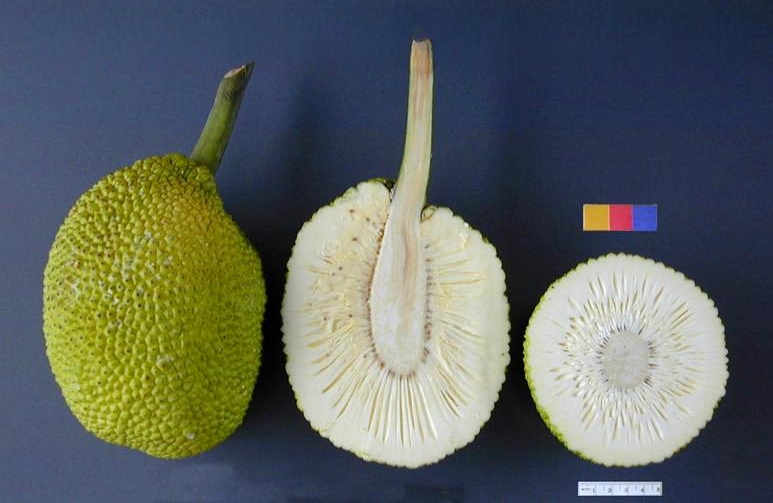
Плід хлібного дерева в розрізі

Це досить високе, до 20–26 м заввишки, дерево, швидко росте.
Кора сіра, гладка. Деякі гілки у хлібного дерева товсті, з облиственими бічними гілочками; інші — довгі і тонкі, з пучками листків на кінцях.
Листки рослини незвичайно різноманітні — навіть на одному дереві можуть бути і цілісні, і перісторозсечені (більш молоді) листки з різним ступенем опушення. Залежно від кліматичних умов дерево може бути як вічнозеленим, так і листопадним.
Квітки дрібні, зеленуваті і непримітні: чоловічі розквітають першими, і зібрані в подовжених суцвіттях; жіночі — у великих суцвіттях у формі булави. Запилюються криланами (Pteropodidae). Після запилення жіночі суцвіття поступово зростаються у велике супліддя (плід), що формою нагадує округлу шишкувату диню.
Плоди утворюються поодинці або кетягами на верхівках гілок. Молоді плоди мають зелений колір; у міру дозрівання вони зазвичай стають спершу жовто-зеленими, потім жовтими або жовто-коричневими. Діаметр плоду може досягати до 30 см, маса — 3–4 кг. За іншими даними, зелені плоди — вагою в 20 кілограмів, до 90 сантиметрів завдовжки і до 50 сантиметрів шириною. У зеленій стадії плоди тверді, з крохмалистою, волокнистою білою м'якоттю. Після дозрівання плід стає м'яким. М'якоть набуває кремового або жовтого кольору і солодкуватого смаку. Всі частини дерева, зокрема незрілі плоди, містять липкий молочний сік-латекс.
Існує два основні різновиди хлібного дерева — дикий, плоди якого містять насіння, і культурний, у плодах якого насіння немає. Проте в плодах культурного різновиду час від часу теж трапляється доспіле насіння. Хлібне дерево — одна з найврожайніших плодових рослин; одне дерево приносить від 150 до 700 плодів на рік. У сприятливому кліматі хлібне дерево безперервно плодоносить цілий рік; точніше — 9 місяців протягом року, а потім 3 місяці «відпочиває» — і так впродовж 60–70 років.
За іншими даними, дерево плодоносить з листопада до серпня.

## Використання

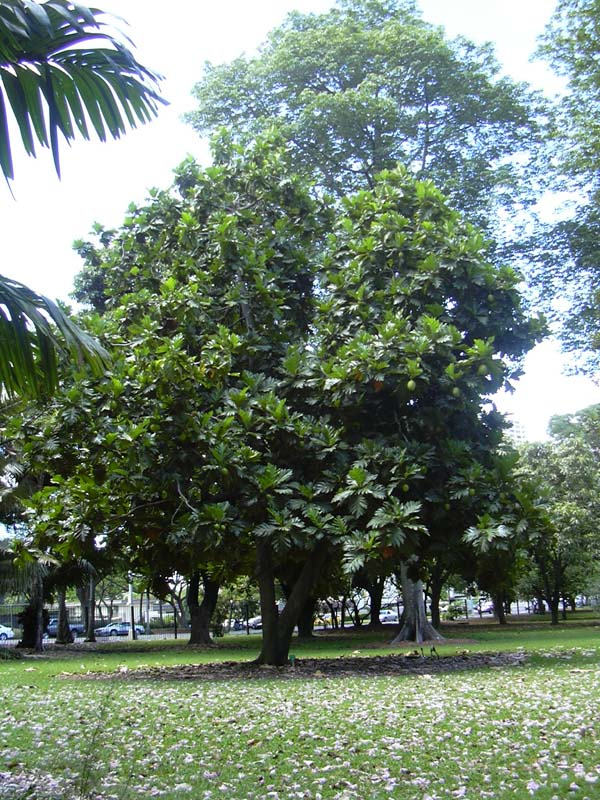
Хлібне дерево, Гаваї.

У деяких районах, особливо на островах Океанії, хлібне дерево — важливе джерело харчування. М'якоть доспілих плодів (суплідь) хлібного дерева печуть, варять, сушать, зацукровують, їдять сирим і навіть, розминаючи і розтираючи, роблять з неї тісто для своєрідних млинчиків. Подібно бананам, недостиглі плоди використовують як овочі, а зрілі, солодші — як фрукти. Про зрілість плодів свідчать крапельки латексу, що проступають на його шкірці. На смак смажені плоди нагадують швидше картоплю, ніж хліб. Свіжий м'якуш швидко псується, але сухарі з хлібного дерева зберігаються дуже довго, до декількох років. Жителі Полінезії (Самоа) винайшли спосіб надовго запасати плоди хлібного дерева. Їх чистять, розрізають, потім щільно загортають у листя геліконії і банану та заривають. Плоди переброджують, перетворюючись на тістоподібну масу (masi), але не гниють, залишаючись їстівними впродовж декількох років. Цю масу потім завертають у листя геліконії і смажать на кокосовій олії.
Насіння хлібного дерева їдять вареним і смаженим, з сіллю. Плоди і листя також йдуть на корм худобі (козам, свиням та іншим). Сушена м'якоть плодів хлібного дерева містить 4,05 % білків, 76,70 % вуглеводів і 331 калорій на 100 г. Харчова цінність плодів хлібного дерева на 100 грам: крохмалю 60–80 %, цукру 14 %, жирів 0,2–0,8 %.
На острові Таїті з лубу хлібного дерева роблять тканини; стебло суцвіття використовують як трут і гніт; деревина йде на будівлі; кора — на виготовлення фарби; молочний сік у суміші з кокосовою олією дає клей. Великі шкірясті листки замінюють папір, скатертини, тарілки і навіть головні убори.